# Thor Thorvaldsen
Thor Thorvaldsen est un skipper norvégien né le 31 mai 1909 à Bamble et mort le 30 juin 1987 à Bærum.

## Biographie
Thor Thorvaldsen participe aux Jeux olympiques d'été de 1948 à Londres, où il remporte avec Sigve Lie et Hakon Barfod la médaille d'or en classe Dragon. Le trio norvégien conserve son titre aux Jeux olympiques d'été de 1952 à Helsinki.